# Pirátská strana
Pirátská strana je označení, které přijaly politické strany v různých zemích. Pirátské strany prosazují občanská práva, přímou demokracii a účast na vládě, reformu autorského a patentového práva, svobodné sdílení znalostí (open content), ochranu osobních údajů, transparentnost, svobodu informací, svobodu projevu, boj proti korupci a Internetovou neutralitu.

## Společné politiky
Zatímco strany se liší, pokud jde o konkrétní politiky, společná témata pirátského hnutí zahrnují:
1. Obrana svobody projevu, komunikace, vzdělávání; respekt k soukromí občanů a občanských práv obecně.
2. Obrana volného toku idejí, znalostí a kultury.
3. Podpora reformy autorského práva a patentových zákonů.
4. Závazek pracovat kolaborativně, a s maximální transparentností.
5. Nepodporují činy, které zahrnují násilí.
6. Použití svobodného software, svobodného hardware, DIY a otevřených protokolů, kdykoli je to možné.
7. Politicky bránit otevřené, participativní a kolaborativní stavební jakékoli veřejné politiky.
8. Přímá demokracie
9. Otevřený přístup
10. Otevřená data

### Autorská práva a cenzura
Některé kampaně zahrnovaly požadavky na reformu autorského práva a patentových zákonů. V roce 2010 švédský europoslanec Christian Engström vyzval podporovatele změn Směrnice o uchovávání údajů, aby stáhli své podpisy, s odkazem na zavádějící kampaně.

## Historie
Jako první byla založena Pirátská strana Švédska (Piratpartiet), jejíž webové stránky spustil 1. ledna 2006 Rickard Falkvinge. Falkvinge byl inspirován k založení strany, když zjistil, že švédští politici obecně nereagují na švédskou debatu o změně autorského zákona v roce 2005.
Pirátská strana Spojených států byla založena dne 6. června 2006 na University of Georgia postgraduálním studentem Brentem Allisonem. Cílem strany je zrušení Digital Millennium Copyright Act, zkrácení lhůty kopírovacího práva z 95 let po zveřejnění díla nebo 70 let po smrti autora na 14 let a vypršení platnosti patentů, které nemají za následek významný pokrok po čtyřech letech, oproti 20 letům. Nicméně Allison odstoupil z vedení tři dny po založení strany.
Pirátská strana Rakouska (Piratenpartei Österreichs) byla založena v červenci 2006 pro Rakouské parlamentní volby 2006 Florianem Hufskym a Jürgenem "Juxi" Leitnerem.
Ve volbách do Evropského Parlamentu 2009, které se konaly mezi 4. a 7. červnem 2009, různé Pirátské strany postavily své kandidáty. Největšího úspěchu dosáhly ve Švédsku, kde Švédská pirátská strana získala 7,1 % hlasů a Christian Engström byl zvolen jako vůbec první člen pirátské strany poslancem Evropského Parlamentu (MEP). Engström popsal výsledek jako "fantastický" a řekl: "použijeme všechny síly hájit osobní integritu a naše občanská práva". Po zavedení Lisabonské Smlouvy, švédská Pirátská Strana v roce 2011 získala dalšího poslance evropského parlamentu, Amelii Andersdotter.
V dubnu 2010 byla v Belgii založena mezinárodní organizace pro posílení spolupráce a jednoty mezi pirátskými stranami; Pirátská internacionála. V berlínských státních volbách 2011 získala Pirátská strana Berlína (zemská organizace Pirátské strany Německa) 8,9 % hlasů, což znamenalo 15 míst. V islandských parlamentních volbách 2013 získala Islandská pirátská strana 5,1 % hlasů a tedy tři pirátské poslance Islandského parlamentu. Těmi byla Birgitta Jónsdóttir pro Jihozápadní volební obvod, Helgi Hrafn Gunnarsson pro Reykjavík, volební obvod sever a Jón Þór Ólafsson za Reykjavík, volební obvod jih. Birgitta předtím byla poslankyní za občanské Hnutí (od roku 2009 do roku 2013), za Reykjavík, volební obvod jih.
Volby do Evropského Parlamentu 2014 se konaly mezi 22. a 24. květnem. Julia Reda vedla kandidátku Pirátské strany Německa a byla následně zvolena když strana získala 1,45 % hlasů. Reda dříve pracovala jako asistentka v kanceláři bývalé europoslankyně Pirátské strany Amelie Andersdotter. Dne 11. června 2014 byla Reda zvolena místopředsedkyní skupiny Greens/EFA v Evropském Parlamentu. Reda dostala zodpovědnost zpravodaje pro reformu ochrany autorských práv.
Další významné výsledky dosáhly Česká pirátská strana, která obdržela 4,78 % hlasů, tedy 0,22% pod hranicí zvolení, Pirátská strana Lucemburska, která obdržela 4,23% hlasů, a Pirátská strana Švédska, která získala 2,19 % hlasů, takže ztratila oba své poslance. Islandská Pirátská strana vedla národní průzkumy veřejného mínění v březnu 2015 s 23,9 %. V celé historii Islandu jako nezávislé země to bylo poprvé, kdy politická strana jiná než Strana nezávislosti vedla v průzkumech jako největší strana. Strana nezávislosti měla 23,4 %, pouze 0,5 % za Pirátskou stranou. Podle průzkumu by Pirátská strana získala 16 míst v Althingu.
V dubnu 2016, v návaznosti na skandál Panama papers, měla v průzkumu veřejného mínění Islandská pirátská strana podporu 43 % a Strana nezávislosti 21,6 %, ačkoli Pirátská strana nakonec v říjnových parlamentních volbách 2016 získala jen 15 % hlasů.

## Organizace

### Mezinárodní organizace

Zvoleni do Evropského parlamentu
Zvoleni celostátně
Zvoleni lokálně
Registrováni pro volby
Registrováni v některých zemích
Neregistrováni, ale aktivní
Chybí informace

#### Pirátská Internacionála
Pirátská internacionála (Pirate Parties International, PPI) je organizace zastřešující národní pirátské strany. Od roku 2006 organizace existovala jako volná unie národních stran. Od října 2009 má status nevládní organizace (Feitelijke vereniging) se sídlem v Belgii. Organizace byla oficiálně založena na konferenci od 16. do 18. dubna 2010 v Bruselu, když byly stanovy organizace přijaty 22 národními pirátskými stranami zastoupenými na akci.

#### Evropská pirátská strana
Evropská pirátská strana (European Pirate Party, PPEU) je evropská politická strana, založená v březnu 2014, která se skládá z různých pirátských stran v rámci Evropských zemí.

#### Piráti bez hranic
Piráti bez hranic (Pirates Without Borders) je mezinárodní sdružení pirátů. Na rozdíl od Pirátské internacionály (která přijímá pouze strany jako členy s hlasovacím právem a organizace jako pozorující členy), Piráti bez hranic přijímají jednotlivce jako členy. PWB sami sebe vidí jako základ pro mezinárodní projekty. Prostřednictvím globální spolupráce se snaží odhalit dopad nadnárodních obchodních dohod na všechny lidi na Zemi a podporovat svobodu a demokracii. PWB pochází z nezávislého výboru pro koordinaci Pirátských stran v německy mluvících zemích známého jako DACHLuke (DACHL = Německo-Rakousko-Švýcarsko-Lucembursko).
Od konference Pirátské internacionály 12. a 13. března 2011, PWB je "pozorovatel" Pirátské internacionály. Dříve nezávislý projekt "pirátské vysílání" se stal součástí Pirátů bez hranic od 3. května 2011.

#### Parti Pirate Francophone
V Parti Pirate Francophone jsou organizovány francouzsky mluvící Pirátské strany. Současní členové jsou piráti stran v Belgii, Pobřeží slonoviny, Francie, Kanady a Švýcarska.[zdroj?]

### Parlamentní strany
Mimo Švédsko byly obdobné pirátské strany založeny ve více než 40 zemích.

## Účast ve volbách

### Evropské volby

#### 2009
| Stát    | Datum          | %    | Křesla |
| ------- | -------------- | ---- | ------ |
| Švédsko | 7. června 2009 | 7,13 | 2      |
| Německo | 7. června 2009 | 0,9  | 0      |

#### 2013
| Stát       | Datum          | %    | Křesla |
| ---------- | -------------- | ---- | ------ |
| Chorvatsko | 14. dubna 2013 | 1,13 | 0      |

#### 2014
| Stát               | Datum           | %    | Křesla |
| ------------------ | --------------- | ---- | ------ |
| Spojené království | 22. května 2014 | 0,49 | 0      |
| Nizozemí           | 22. května 2014 | 0,85 | 0      |
| Rakousko           | 25. května 2014 | 2,1  | 0      |
| Chorvatsko         | 25. května 2014 | 0,39 | 0      |
| Česko              | 25. května 2014 | 4,78 | 0      |
| Finsko             | 25. května 2014 | 0,7  | 0      |
| Francie            | 25. května 2014 | 0,32 | 0      |
| Německo            | 25. května 2014 | 1,45 | 1      |
| Řecko              | 25. května 2014 | 0,90 | 0      |
| Estonsko           | 25. května 2014 | 1,8  | 0      |
| Lucembursko        | 25. května 2014 | 4,23 | 0      |
| Polsko             | 25. května 2014 | 0,02 | 0      |
| Slovensko          | 25. května 2014 | 2,58 | 0      |
| Španělsko          | 25. května 2014 | 0,24 | 0      |
| Švédsko            | 25. května 2014 | 2,23 | 0      |

### Parlamentní volby
| Země               | Datum                 | %       | Křesla |
| ------------------ | --------------------- | ------- | ------ |
| Švédsko            | 17. září 2006         | 0,63    | 0      |
| Německo            | 27. září 2009         | 1,95    | 0      |
| Švédsko            | 19. září 2010         | 0,65    | 0      |
| Spojené království | 6. května 2010        | 0,35    | 0      |
| Česko              | 29. května 2010       | 0,81    | 0      |
| Nizozemsko         | 9. června 2010        | 0,11    | 0      |
| Finsko             | 17. dubna 2011        | 0,51    | 0      |
| Kanada             | 2. května 2011        | 0,02    | 0      |
| Švýcarsko          | 23. října 2011        | 0,48    | 0      |
| Španělsko          | 20. listopadu 2011    | 0,14    | 0      |
| Slovensko          | 10. března 2012       | 0,19    | 0      |
| Řecko              | 6. května 2012        | 0,51    | 0      |
| Řecko              | 17. června 2012       | 0,23    | 0      |
| Nizozemsko         | 12. září 2012         | 0,32    | 0      |
| Izrael             | 22. ledna 2013        | 0,05    | 0      |
| Island             | 27. dubna 2013        | 5,10    | 3      |
| Austrálie          | 7. září 2013          | 0,31    | 0      |
| Norsko             | 9. září 2013          | 0,34    | 0      |
| Německo            | 22. září 2013         | 2,19    | 0      |
| Rakousko           | 29. září 2013         | 0,77    | 0      |
| Lucembursko        | 20. října 2013        | 2,94    | 0      |
| Slovinsko          | 15. července 2014     | 1,34    | 0      |
| Švédsko            | 14. září 2014         | 0,43    | 0      |
| Izrael             | 17. března 2015       | 0,02    | 0      |
| Finsko             | 19. dubna 2015        | 0,85    | 0      |
| Spojené království | 6. května 2015        | 0,43    | 0      |
| Austrálie          | 2. července 2016      | 0,00009 | 0      |
| Island             | 29. října 2016        | 14,48   | 10     |
| Česko              | 20. - 21. října 2017  | 10,79   | 22     |
| Lucembursko        | 14. října 2018        | 6.45    | 2      |
| Česko              | 8. - 9. prosince 2021 | 15,62   | 4      |
| Slovensko          | 30. září 2023         | 0,31    | 0      |

### Zvolení zástupci
Zástupci hnutí Pirátské strany, zvolení do národních nebo nadnárodních parlamentů:
- Christian Engström, europoslanec za Švédsko od roku 2009 do roku 2014
- Amelia Andersdotter, europoslankyně evropského parlamentu za Švédsko od roku 2011 do roku 2014
- Birgitta Jónsdóttir, poslankyně za Reykjavík, volební obvod jih od roku 2009 do roku 2013, a za Jihozápadní volební obvod od roku 2013
- Lukáš Wagenknecht, senátor za obvod č. 23 - Praha 8 od roku 2018
- Ivan Bartoš, poslanec (od roku 2017) a předseda České pirátské strany (od 2.4.2016)
- Jón Þór Ólafsson, poslanec za Reykjavík, volební obvod jih od roku 2013
- Helgi Hrafn Gunnarssonová, poslankyně za Reykjavík, volební obvod sever od roku 2013
- Julia Reda, europoslankyně za Německo od roku 2014